# Phaula microsticta
Phaula microsticta är en skalbaggsart som först beskrevs av Lane 1973.  Phaula microsticta ingår i släktet Phaula och familjen långhorningar. Inga underarter finns listade i Catalogue of Life.